# Scopaeus laevigatus
Scopaeus laevigatus – gatunek chrząszcza z rodziny kusakowatych i podrodziny żarlinków.
Gatunek ten został opisany w 1827 roku przez Leonarda Gyllenhaala jako Paederus laevigatus.
Chrząszcz o smukłym ciele długości od 3 do 3,7 mm. Ubarwienie ma ciemnobrunatne z nieco jaśniejszymi wierzchołkami pokryw i wierzchołkiem odwłoka oraz czerwonożółtymi czułkami, głaszczkami i odnóżami. Duża głowa jest w zarysie okrągława, nierozszerzona ku tyłowi, wyraźnie szersza niż dłuższa, wyposażona w małe oczy i krępe czułki o członie przedostatnim niewiele dłuższym niż szerokim. Punktowanie na głowie jest dość silne i wyraźne, na przedpleczu wyraźne, a na pokrywach dość silne. Mikrorzeźba przedplecza jest co najwyżej słabo widoczna.
Owad znany z Portugalii, Hiszpanii, Wielkiej Brytanii, Francji, Belgii, Holandii, Niemiec, Danii, Szwecji, Norwegii, Finlandii, Szwajcarii, Austrii, Włoch, Malty, Estonii, Łotwy, Litwy, Polski, Czech, Słowacji, Węgier, Ukrainy, Słowenii, Chorwacji, Bośni i Hercegowiny, Serbii, Czarnogóry, Rumunii, Bułgarii, Albanii, Macedonii, Grecji, Rosji, Afryki Północnej, krainy etiopskiej, Cypru, Bliskiego Wschodu i wschodniej Palearktyki. Zasiedla szlamiste i gliniaste pobrzeża wód płynących i stojących oraz wilgotne lasy, bytując pod kamieniami, w ściółce, pod korą oraz w kępach turzyc i torfowców.